# Dimitrie Cozadini
Dimitrie Cozadini (n. 1823, Iași – d. 26 noiembrie 1878, Menton, Franța) a fost un politician și ministru al justiției român.